# Деманж окс О
Деманж окс О (фр. Demange-aux-Eaux) насеље је и општина у североисточној Француској у региону Лорена, у департману Меза која припада префектури Комерси.
По подацима из 2011. године у општини је живело 553 становника, а густина насељености је износила 22,24 становника/km². Општина се простире на површини од 24,86 km². Налази се на средњој надморској висини од 285 метара (максималној 396 m, а минималној 267 m).

## Демографија
| 1962. | 1968. | 1975. | 1982. | 1990. | 1999. | 2011. |
| ----- | ----- | ----- | ----- | ----- | ----- | ----- |
| 586   | 605   | 536   | 502   | 537   | 543   | 553   |

График промене броја становника у току последњих година